# DJ PINO
DJ PINO（ディージェイ・ピノ、本名：樫村 直人、1979年 - ）は、日本のヒップホップDJ。東京都練馬区出身。

## 来歴
- 「DYNAMITE」「FG NIGHT」のレギュラーDJ。
- CONNECTION、HIGHT、TAK THE CODONA、SHAMAN等と共に、昭和54年生まれのメンバーのみで構成されたグループ『54』のメンバー。

## ディスコグラフィ
- Dynamite 7th Anniversary Mix (TAPE)
- Dynamite 8th Anniversary Mix (TAPE)
- Dynamite 9th Anniversary Mix (CD)
- Dynamite 10th Anniversary Mix (CD)
- Dynamite 11th Anniversary Mix (CD)
- Dynamite 12th Anniversary Mix (CD)
- Dynamite 13th Anniversary Mix (CD)

## プロデュース作品
- Capsule/54（2003年5月25日）
06.Baila（HIGHT ROYALと共同プロデュース）